# Pewna sprawa
Pewna sprawa – amerykańska komedia romantyczna z 1985 roku.

## Obsada
- John Cusack – Walter Gib Gibson
- Daphne Zuniga – Alison Bradbury
- Anthony Edwards – Lance
- Boyd Gaines – Jason
- Tim Robbins – Gary Cooper
- Lisa Jane Persky – Mary Ann Webster
- Viveca Lindfors – Profesor Taub
- Nicollette Sheridan – Pewna sprawa
- Marcia Christie – Julie
- Robert Anthony Marcucci – Bobby
- Sarah Buxton – Sharon
- Lorrie Lightle – Lucy
- Joshua Cadman – Jimbo

## Fabuła
Student college’u Walter Gibson wraz z przyjacielem Lance’em kończą szkołę. Choć obaj wybrali szkoły w różnych częściach kraju, nadal są w kontakcie, a ich głównym hobby są... dziewczyny. W trakcie przerwy semestralnej Lance bawi się w Kalifornii, gdzie czeka umówiona dla Giba pewna sprawa. Gib decyduje się dołączyć do niego wędrując autostopem. Towarzyszy mu koleżanka z klasy Alison, która jest jego przeciwieństwem.